# Kammarrättsråd
Kammarrättsråd är en svensk domartitel. Ett kammarrättsråd är ledamot, och ordinarie domare, i en kammarrätt. Kammarrättsråd utses av Sveriges regering och skall vara lagfarna domare.